# 符松
符松（1959年3月3日—），江西南昌人，清华大学流体力学研究所教授，研究领域为湍流模式理论、湍流数值模拟与应用等。中国教育部第三批“长江学者”特聘教授。本科就读于帝国理工学院、研究生就读于曼彻斯特大学。

## 学术兼职
中国力学学会常务理事、流体力学专业委员会主任委员
美国航空航天学会会刊、The Aeronatical Journal（英国皇家航空学会会刊）、Trans JSASS(日本航空航天学会会刊) 等学术期刊的副主编
国际航空科学大会（ICAS）、国际湍流剪切流学术会议（TSFP）、国际计算流体力学学术会议（ICCFD）等国际学术大会委员。